# Zalujjea, Iavoriv
Zalujjea (în ucraineană Залужжя) este localitatea de reședință a comunei Zalujjea din raionul Iavoriv, regiunea Liov, Ucraina.

## Demografie
Componența lingvistică a localității Zalujjea
     Ucraineană (99,78%)
     Alte limbi (0,22%)
Conform recensământului din 2001, majoritatea populației localității Zalujjea era vorbitoare de ucraineană (99,78%), existând în minoritate și vorbitori de alte limbi.